# Радикальное зло
Радикальное зло (с нем. — «das radikal Böse») — фраза, использованная немецким философом Иммануилом Кантом, представляющая христианский термин radix malorum. Кант верил, что человеческие существа от природы склонны к злу. Он объясняет радикальное зло как коррупцию, которая полностью овладевает человеком и приводит к желаниям, действующим вопреки универсальному моральному закону. Результатом естественной склонности человека или врожденной предрасположенности ко злу являются действия или «деяния», которые подчиняют моральный закон. Согласно Канту, эти действия противоречат общепринятым моральным принципам и проявляют себялюбие и самомнение. Многими авторами концепция радикального зла Канта рассматривается как парадоксальная и непоследовательная из-за его развития моральных теорий.

## Истоки
Концепция радикального зла была сконструирована Иммануилом Кантом и впервые подробно объяснена в книге Канта «Религия в пределах только разума» в 1793 году.
Там Кант пишет: 

Таким образом, порочность человеческой натуры не столько следует называть порочностью, если это слово понимать в его строгом смысле, а именно как склонность (субъективный принцип максима) принимать плохое, как дурное, в свои максимы в качестве пружины (ибо это дьявольское); но скорее порочность сердца, которую из-за результата также называют плохим сердцем. Это может сосуществовать с Волей к добру в целом и проистекает из хрупкости человеческой натуры, которая недостаточно сильна, чтобы следовать принятым ею принципам, в сочетании с её нечистоплотностью в том, что она не отличает пружины (даже действий с благими намерениями) друг от друга по моральным правилам. Так что в конечном счёте он в лучшем случае смотрит только на соответствие своих действий закону, а не на их вытекание из него, то есть на сам закон как на единственную пружину. Теперь, хотя это не всегда приводит к неправильным поступкам и склонности к ним, то есть к пороку, всё же привычка рассматривать отсутствие порока как соответствие ума закону долга (как добродетель) сама по себе должна быть обозначена как радикальная порочность человеческого сердца (поскольку в данном случае пружина в сентенциях вообще не рассматривается, а только подчинение букве закона).
Эта концепция была описана как кантианская адаптация лютеранского «праведника и грешника».

## Категорические императивы
Категорические императивы (КИ) — это основа морали, в которой Кант использует словосочетание «радикальное зло». Кант характеризовал мораль в терминах категорических императивов. КИ описывается как границы, которые вы не должны переходить независимо от наших естественных желаний. Утверждается, что у нас есть обязательства следовать этим принципам, поскольку они вытекают из разума. Когда кто-то действует против КИ, считается, что он действует иррационально и, следовательно, аморально.

## Склонность ко злу против естественной предрасположенности к хорошему
Быть морально злым — значит обладать желаниями, которые заставляют человека действовать вопреки добру. Чтобы быть радикально злым, человек больше не может действовать в соответствии с добром, потому что он решительно следует максимам желания, которые не учитывают добро. Согласно Канту, у человека есть выбор между добрыми максимами, правилами, которые уважают моральный закон, и злыми максимами, правилами, которые противоречат моральному закону или противостоят ему; т.е, кто пренебрегает моральными законами и действует вопреки им, описываются как испорченные с врождённой склонностью ко злу. Склонность объясняется как естественная характеристика человека, которая считается необязательной. Таким образом, склонность определяется как тенденция или наклонность в поведении человека действовать соответственно моральному закону или вопреки ему. Эта склонность ко злу является источником аморальных поступков человека и, следовательно, полностью разрушает его естественную склонность к добру. Поскольку это развратило их в целом, зло считается радикальным. Это не означает, что радикализм — это конкретное мышление, склонность ко злу может быть пересмотрена посредством того, что описывается как «революция мышления», которая изменяет характер человека с помощью моральных агентов, практикующих универсальную этику.

## Стимулы в человечестве
Кант утверждает, что человеческое волеизъявление является либо добром, либо злом — это либо одно, либо ни то, ни другое. Воля человека считается благой, если его действия соответствуют моральному закону. В человечестве есть три стимула, с которыми мы согласовываем своё желание: (1) животность, (2) человечность и (3) личность.
Кантовская концепция человеческой свободы характеризуется тремя предрасположенностями человеческой воли:
1. Задействует экзистенциальное стремление к «самосохранению», сексуальное влечение человека к размножению, стремление сохранить себя по отношению к своему ребёнку, который рождается в результате этого размножения, и, наконец, его «социальное влечение» к другим людям.
2. Склонность «приобретать ценность во мнении других». Благодаря этой предрасположенности «ревность и соперничество» порождаются существами, следовательно, стимулирующими культуру.
3. Склонность человека следовать моральному закону.

## Непоследовательность в идеях
На непоследовательность моральных теорий Канта указывают и доказывают многие авторы. Кант меняет свои вспомогательные аргументы и утверждения в своей работе, которые некоторые философы сочли «скандальными», «непоследовательными» и «нерешительными». Исходя из этого, кантовская идея радикального зла рассматривается как девиантная и неразвитая концепция, которая не поддерживает его общие идеи этики. Несмотря на то, что его развитие рассматривается как противоречивое, утверждается, что его концепция радикального зла согласуется с его идеями человеческой свободы, морального закона и моральной ответственности.